# São Francisco do Maranhão
São Francisco do Maranhão is een gemeente in de Braziliaanse deelstaat Maranhão. De gemeente telt 14.801 inwoners (schatting 2009).